# Ford Model A (1927–1931)
Ford Model A a fost o mașină produsă de Ford din 1927 până în 1932 pentru a înlocui modelul Ford T, aproximativ 2 milioane de unități ale mașinii au fost vândute în întreaga lume și a avut un succes destul de mare, vehiculul având și versiuni pentru camioane. Vehiculul a fost exportat și în întreaga lume, iar în Uniunea Sovietică, a fost exportat din 1928 până în 1932, când a fost înlocuit de GAZ-A construit local.

## Istoric
Modelul Ford T a avut mare succes, dar Ford a avut nevoie de ceva nou pentru a rămâne competitiv, noul vehicul a fost Ford Model A, noul model a folosit multe piese din vechiul model Ford T, dar a folosit un șasiu mai modern pentru acea vreme. Modelul original Ford T a vândut în jur de 15 milioane de unități, dar pe măsură ce au venit mai mulți producători, noul model A a vândut în jur de 2 milioane de unități în întreaga lume.
În afară de versiunile pentru pasageri, au fost lansate și versiuni pentru camioane și camionete în scopuri comerciale. Vehiculul a fost în cele din urmă înlocuit de Ford Model B, care a fost mai popular și s-a vândut în jur de 6 milioane de unități în întreaga lume. În 1928, Ford a încheiat o înțelegere cu compania sovietică NAZ pentru a produce modelul A în Rusia, în cazul în care acesta nu va mai fi exportat acolo. În 1932, vehiculul a încetat să mai fie exportat și NAZ a început să producă propria versiune a vehiculului GAZ-A, dar în primul rând au fost vândute doar 5 unități înainte ca NAZ să fie fuzionată cu GAZ și au reușit să vândă încă 50.000 de unități.